# Tramwaje w Helsinkach

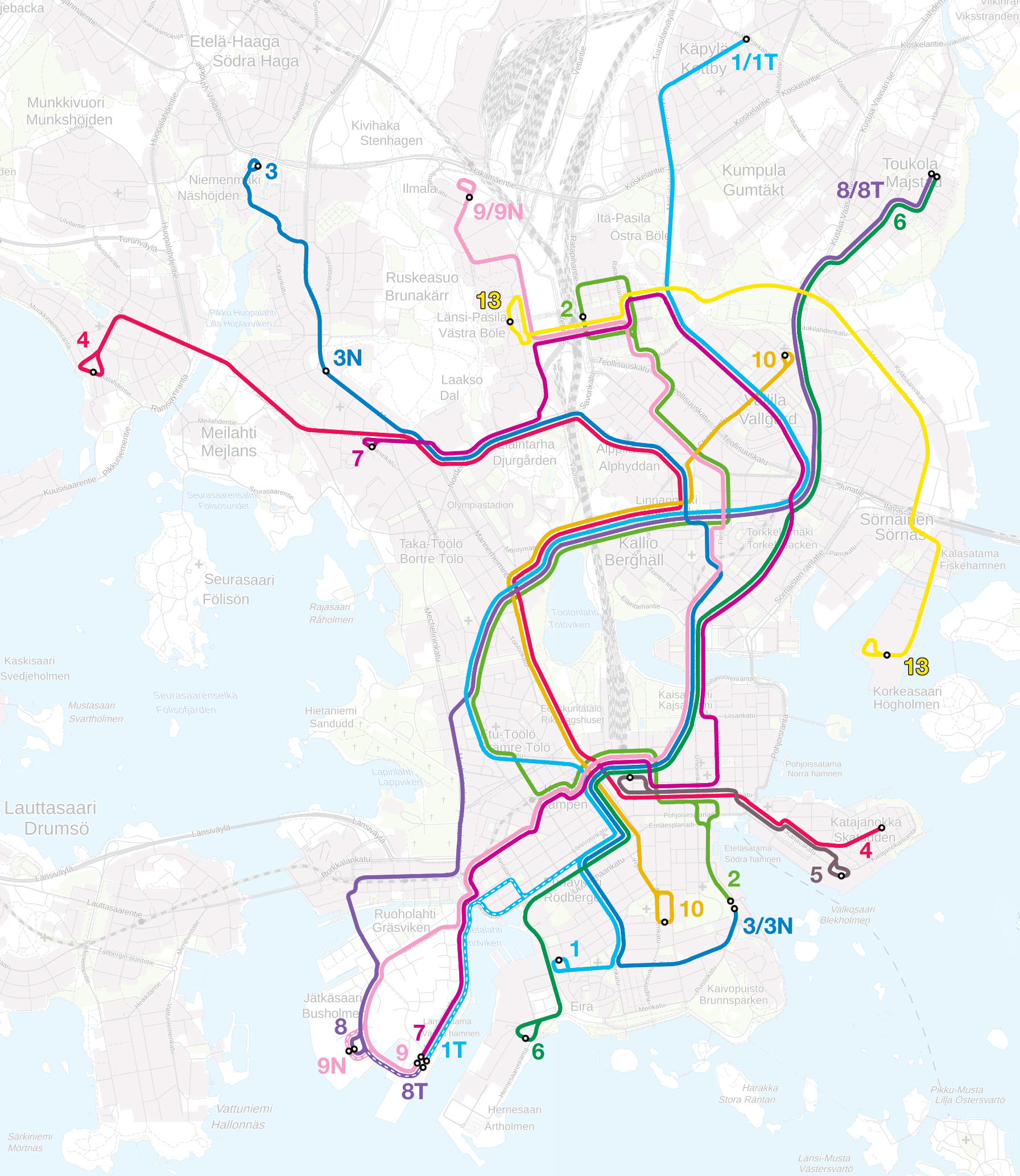
Schemat linii tramwajowych w Helsinkach (2021)

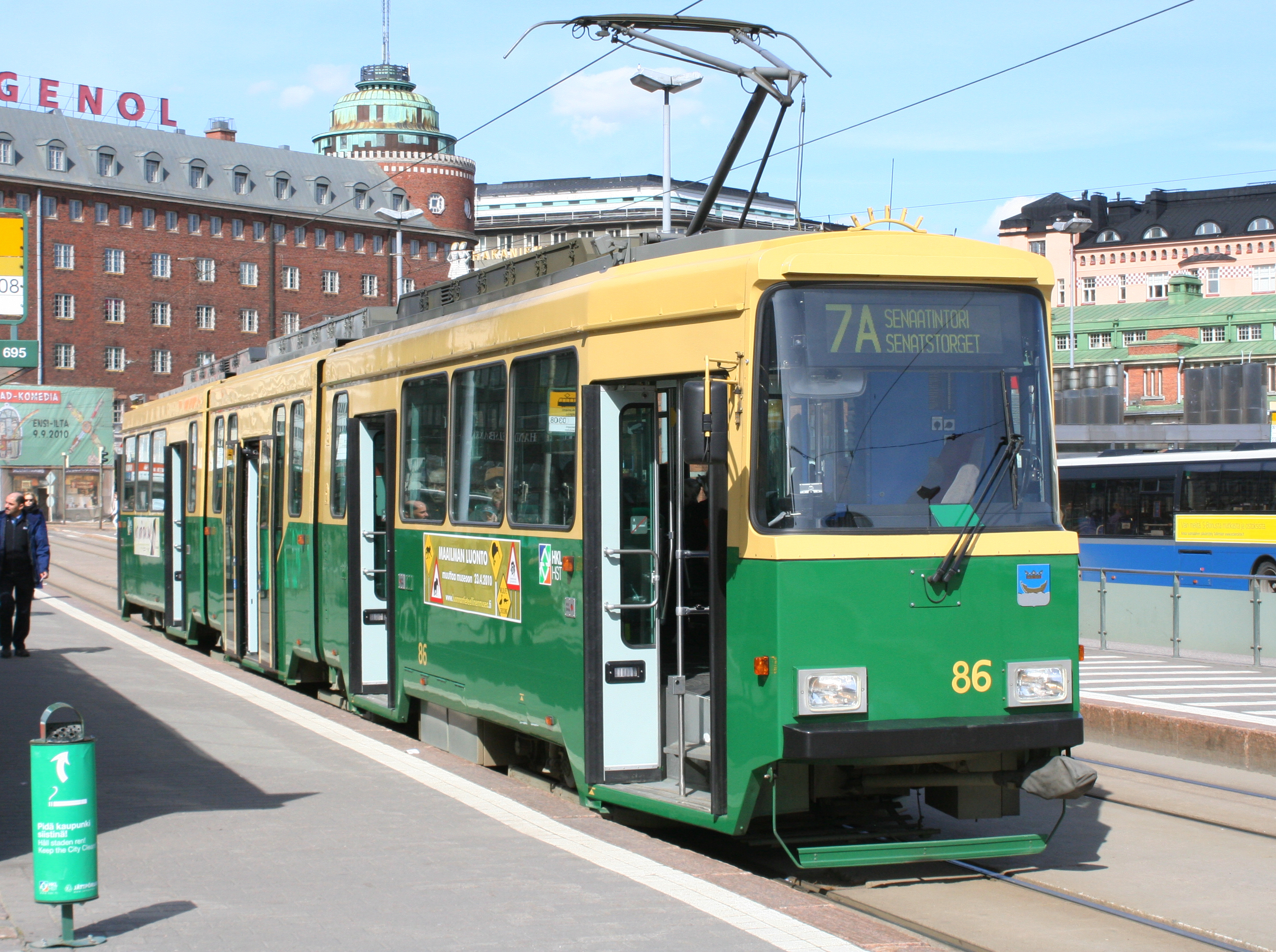
Tramwaj MLNRV

Tramwaje w Helsinkach – system tramwajowy działający w stolicy Finlandii Helsinkach.

## Historia
Pierwsze tramwaje konne wyjechały na ulice Helsinek w 1891 r., choć myślano już wtedy o uruchomieniu tramwajów elektrycznych. Tramwaje elektryczne po raz pierwszy wyjechały 4 września 1900. Okres międzywojenny był „złotym okresem” tramwajów w Helsinkach. W czasie II wojny światowej tramwaje stanowiły jedyny środek transportu w mieście ponieważ autobusy zostały przebudowane na karetki pogotowia oraz ciężarówki. Po wojnie zlikwidowano kilka tras tramwajowych. W XXI w. znacząco rozbudowano istniejącą sieć tramwajową, głównie budowano stosunkowo krótkie (do 2 km) linie tramwajowe w centrum miasta. Największą inwestycją była oddana do eksploatacji w październiku 2023 25 km linia łączącą Helsinki z Espoo. Kolejną trasą, liczącą 4,5 km, otwarto w sierpniu 2024. Nowa trasa po której kursują tramwaje linii 13 połączyła Maistraatintori (przy stacji kolejowej Pasila) do końcówki Nihti. W budowie znajduje się 10 km linia od przystanku Hakaniemi na wyspę Laajasalo przez Korkeasaari. W ramach budowy linii zostaną zbudowane 3 mosty, po których oprócz tramwajów będą poruszać się piesi i rowerzyści.

## Linie
Linie tramwajowe (2009):
| Linia | Trasa                                            |
| ----- | ------------------------------------------------ |
| 1/1A  | Kauppatori (1A Eira)↔ Käpylä                     |
| 2     | Kaivopuisto-Kauppatori-Kamppi-Töölö-Eläintarha   |
| 3     | Kaivopuisto-Eira–Rautatientori-Kallio–Eläintarha |
| 4/4T  | Katajanokka ↔ Munkkiniemi                        |
| 6     | Hietalahti ↔ Arabia                              |
| 7A    | Senaatintori – Töölö – Pasila – Senaatintori     |
| 7B    | Senaatintori – Pasila – Töölö – Senaatintori     |
| 8     | Salmisaari – Töölö – Arabia                      |
| 9     | Jätkäsaari (Länsiterminaali)-Itä-Pasila          |
| 10    | Kirurgi – Pikku-Huopalahti                       |

## Tabor
Najstarsze z eksploatowanych tramwajów to 6 Düwag GT8 wyprodukowanych w 1962–1964, a sprowadzone do Helsinek w latach 2007–2008. Następnymi tramwajami są sprowadzone w 2005 4 tramwaje Düwag GT6 wyprodukowane w 1970. Obie serie zostały sprowadzone z powodu problemów z tramwajami Variobahn. Następną serię stanowią wagony Valmet Nr I z lat 1973–1975. Kursuje ich 40 sztuk. W latach 1983–1987 wyprodukowano drugą serię Valmet Nr II. Do dzisiaj eksploatowanych jest 42 wagonów. W 2006 zmodernizowano pierwszy tramwaj Valmet nr II poprzez dodanie środkowego niskopodłogowego członu. Natomiast w 2008 ruszyły seryjne modernizacje wagonów Valmet II. Tak zmodernizowany tramwaj oznaczono MLNRV. Pierwsze całkowicie niskopodłogowe tramwaje do Helsinek trafiły w latach 1998–2003. Były to tramwaje Variobahn produkcji Adtranz, a później Bombardiera, łącznie dostarczono 40 wagonów tej serii. Tramwaje Variobahn sprawiały dużo problemów technicznych i od 2007 na mocy ugody były serwisowane przez producenta. Pod koniec 2018 wagony zostały wycofane z eksploatacji i odkupione przez producenta w styczniu 2021. W 2010 rozstrzygnięto przetarg na dostawę 40 nowych wagonów z opcją na kolejne 90, który wygrał Transtech z modelem Artic w wersji o długości 27,3 m. W 2016 skorzystano z prawa opcji i zamówiono kolejnych 20 wagonów. W 2018 ponownie wykorzystano prawo opcji i zamówiono dodatkowo 10 wagonów. Łącznie do miasta dostarczono 70 wagonów tego typu. Jeszcze w 2016 podpisano umowę na 29 wagonów dla linii do Espoo, które również dostarczyła Škoda. Nowe wagony X54 są dwukierunkowe i mają długość 35 m. W 2021 zamówiono kolejne 23 wagony X54 dla budowanej linii na wyspę Laajasalo.